# Sandra Levenez
Sandra Levenez (5 de julio de 1979) es una deportista francesa que compitió en duatlón.
Ganó ocho medallas en el Campeonato Mundial de Duatlón entre los años 2009 y 2019, y seis medallas en el Campeonato Europeo de Duatlón entre los años 2011 y 2018.

## Palmarés internacional
| Campeonato Mundial | Campeonato Mundial       | Campeonato Mundial | Campeonato Mundial |
| Año                | Lugar                    | Medalla            | Prueba             |
| ------------------ | ------------------------ | ------------------ | ------------------ |
| 2009               | Concord (Estados Unidos) | Medalla de plata   | Individual         |
| 2010               | Edimburgo (Reino Unido)  | Medalla de plata   | Individual         |
| 2011               | Gijón (España)           | Medalla de bronce  | Individual         |
| 2012               | Nancy (Francia)          | Medalla de bronce  | Individual         |
| 2013               | Cali (Colombia)          | Medalla de plata   | Individual         |
| 2014               | Pontevedra (España)      | Medalla de oro     | Individual         |
| 2015               | Adelaida (Australia)     | Medalla de bronce  | Individual         |
| 2019               | Pontevedra (España)      | Medalla de oro     | Individual         |
| Campeonato Europeo |                          |                    |                    |
| Año                | Lugar                    | Medalla            | Prueba             |
| 2011               | Limerick (Irlanda)       | Medalla de oro     | Individual         |
| 2014               | Weyer (Austria)          | Medalla de bronce  | Individual         |
| 2015               | Alcobendas (España)      | Medalla de oro     | Individual         |
| 2016               | Kalkar (Alemania)        | Medalla de bronce  | Individual         |
| 2017               | Soria (España)           | Medalla de oro     | Individual         |
| 2018               | Ibiza (España)           | Medalla de oro     | Individual         |